# Морской ястреб (песня)
Уходит от берега «Ястреб морской» — песня композитора Юрия Милютина и поэта Евгения Долматовского. Песня написана для фильма «Морской ястреб».

## Текст песни
Текст песни приводится по источникам

Закурим матросские трубки 

И выйдем из тёмных кают. 

Пусть волны доходят до рубки, 

Но с ног они нас не собьют. 

На этой дубовой скорлупке 

Железные люди плывут. 

Припев:

Уходит от берега «Ястреб морской» 

И девушка машет рукой 

Мы клятвой связались до гроба 

пусть тысяча бурь впереди. 

Ведь ястреб под вахтенной робой 

Наколот у нас на груди 

Эй, старый разбойник,попробуй 

К родным берегам подойти. 

Припев.
 

Мы дружбу скрутили канатом, 

Гордимся мы дружбой такой. 

Мы в море выходим, ребята, 

Нам родина машет рукой. 

На палубе парус крылатый 

Взлетает как ястреб морской. 

Припев.

## Исполнители песни
- В фильме «Морской ястреб» песню исполняет безымянный матрос (актёр — певец Пётр Киричек), которому подпевают матрос Карпенко (актёр Чеслав Сушкевич) и комендор Ласточкин (актёр Леонид Кмит)[4] в сопровождении джаз-оркестра п/у Генрика Варса.
- Иосиф Кобзон[1].